# 新模范军
新模范军（英文：New Model Army）是英国内战期间议会一派于1645年成立的一支军队，1660年斯图亚特王朝复辟后被解散。这支军队区别于当时其他部队的特点是它并不是某一特定地区的驻军，而是在英国各地都能执行任务。它的军人是全职专业军人。它的军官也被指定为未参加任何派系的职业军人。
新模范军部分是从清教徒老兵中招募，部分是从那些对社会或宗教有世俗观点的人中招募。它的普通士兵较其他的英国军队观点更为激进。虽然这只军队的年长军官并不同意普通士兵们的观点，但他们独立于议会，因此倾向于推翻国王和议会的权利，建立共和政体。最终，该军队的将军们（尤其是奥利弗·克伦威尔）依靠军队的内部训练及士兵们的宗教热情得以建立一种实际上独裁的统治。

## 建立
新模范军的建立是1644年议会派对内战中管理不满的结果。不过议会党相对保王党有人手上的优势，他们的军队多从乡间民团中招募，缺乏长途跋涉的能力。同年7月2日，威廉·沃勒就曾抱怨他的部队拒绝开拔。
议会军内部的争执越来越大。许多议会军的高级军官，主要是长老会信徒，被怀疑倾向于与查理一世完全和解，因为他们领军时常三心二意。这一派的代表是曼切斯特伯爵，而他的副官克伦威尔支持与王军决战到底，这给议会派制造了不和谐因素。另一名高级军官埃塞克斯伯爵也与下属不睦。在第二次纽伯利战役后，议会军中的不和已经公开化，在那次战役中，由于一些议会军军官的不作为，查理国王得以脱逃。
1644年11月19日，议会军东部联军声称他们的军饷达不到要求，这支联军人数当时占到议会军陆军总数的差不多一半。作为回应，议会指定了一个两王国委员会，以监督及评价战争的情况。12月19日，下议院通过了献身法令，阻止上下议院的成员在军中任职。该法令的生效使得曼切斯特伯爵、埃塞克斯伯爵及长老会信徒被驱逐出议会军。

## 在英国内战中的角色
新模范军大概在1645年4月下旬或5月的时候投入战斗。在试图替陶顿解围的计划被放弃后，新模范军包围了牛津，并派了一个骑兵团和四个步兵团支援陶顿。6月14日，新模范军在内斯比战役中打败了查理一世人数虽少但经验丰富的军队。苏格兰人和以及本地军人留下了控制国王，其他军队则向英国西南部进发，并于7月10日在兰波特击溃了残余的王军。之后他们拿下了西部王军控制的城堡。1646年初，西部最后一个王军堡垒投降，不久查理一世向苏格兰军投降，战斗结束。

## 解散
克伦威尔去世后，新模范军也随着摄政政权国慢慢衰亡。在1659年，忠于不同将领的新模范军似乎一度可能相互打仗。在蒙克将军的指挥下，驻扎在苏格兰的军团开赴伦敦，以确保复辟之前的首都的安全，这个行动没有受到其他将军，特别是由查尔斯·弗利特伍德和约翰·兰伯特领导的军团的重大反对。 在1661年由托马斯·威纳（Thomas Venner）领导的骚乱被蒙克（Monck）的步兵军团和胸甲骑兵团的士兵的协助之下平定了之后，新模范军被下令解散。 然而，蒙克的这两个军团因为他们的贡献，在新模范军被解散后，都被并入了查理二世的军队，成为步兵军团和骑兵军团。